# Sirmione
Sirmione – miasto i gmina we Włoszech, w regionie Lombardia, w prowincji Brescia.
Centrum miasta leży na półwyspie na jeziorze Garda. W mieście znajdują się pozostałości rzymskich i średniowiecznych budowli. W latach 1952–1959 w Sirmione letnie tygodnie spędzała Maria Callas.

## Historia
Półwysep wcinający się głęboko w kierunku północnym w Jezioro Garda zamieszkany był już w czasach prehistorycznych. W I w. p.n.e. przyjeżdżali tu już na okres lata bogaci mieszkańcy Werony, a wśród nich rodzina poety Gaiusa Valeriusa Catullusa, która wybudowała na końcu półwyspu wielką willę. We wczesnym średniowieczu Sirmione należało do rozległych terenów podległych przeorowi klasztoru w Bardolino, a przynależnych potężnemu wówczas opactwu św. Kolumbana w Bobbio. W 1158 r. znalazło się pod władaniem Świętego Cesarstwa Rzymskiego. Później kilkakrotnie zmieniała się przynależność tego zakątka, który w 1405 r. znalazł się ostatecznie pod panowaniem Republiki Weneckiej.

## Obiekty zabytkowe
- Groty Katullusa (wł. Grotte di Catullo) - ruiny wielkiej willi rzymskiej z I w. p.n.e., należącej niegdyś do rodziny antycznego poety Katullusa;
- Zamek Scaligerich (wł. Castello Scaligero di Sirmione) z XIV w.;
- Kościół San Pietro in Mavino z VIII w., najstarszy w Sirmione;
- Kościół Sant’Anna della Rocca z drugiej połowy XIV w., garnizonowy;
- Kościół Santa Maria Maggiore z XV w.

Poza tym szereg pozostałości innych budowli z czasów rzymskich odkrytych podczas wykopalisk na terenie miasta, eksponowanych obecnie w Muzeum Grot Katullusa (wł. Museo archeologico di Sirmione, popularnie Museo Grotte di Catullo).